# Boris Petrovich Uvarov
Boris Petrovich Uvarov, född den 3 november 1886 i Uralsk, Ryska imperiet (dagens Oral, Kazakstan), död den 18 mars 1970 i London, var en rysk-brittisk entomolog.
Han studerade biologi vid Sankt Petersburgs universitet och examinerades 1910. Därefter arbetade han som entomolog i Stavropol och tog kontroll av vandringsgräshoppor till en vetenskaplig nivå. Med start 1945 kallades Uvarov och hans team officiellt för Anti-Locust Research Centre och under de följande 14 åren utvecklade centret världens ledande laboratorium inom vandringsgräshoppor. 1959–1961 var han president i Royal Entomological Society.
Auktorsnamnet Uvarov kan användas för Boris Petrovich Uvarov i samband med ett vetenskapligt namn inom zoologin; se Wikipedia-artiklar som länkar till auktorsnamnet.

## Utmärkelser[5]
- 1935 – Hedersdoktor vid Universidad Complutense de Madrid.
- 1943 – Kommendör av Sankt Mikaels och Sankt Georgsorden.
- 1948 – Kommendör av Kungliga Lejonorden.
- 1950 – Fellow of the Royal Society
- 1961 – Riddare av Sankt Mikaels och Sankt Georgsorden.